# Морисвил (округ Бакс, Пенсилванија)
Морисвил (енгл. Morrisville, Bucks County) град је у америчкој савезној држави Пенсилванија.

## Демографија
По попису из 2010. године број становника је 8.728, што је 1.295 (-12,9%) становника мање него 2000. године.
| Група             | 2000.         | 2010.         |
| Белци             | 7.394 (73,8%) | 6.164 (70,6%) |
| Афроамериканци    | 1.918 (19,1%) | 1.345 (15,4%) |
| Азијати           | 120 (1,2%)    | 177 (2,0%)    |
| Хиспаноамериканци | 483 (4,8%)    | 888 (10,2%)   |
| Укупно            | 10.023        | 8.728         |